# 16017 Street
16017 Street este un asteroid din centura principală de asteroizi.

## Descriere
16017 Street este un asteroid din centura principală de asteroizi. A fost descoperit pe 12 februarie 1999 la Socorro, New Mexico, în cadrul proiectului LINEAR. Asteroidul prezintă o orbită caracterizată de o semiaxă mare de 2,61 ua, o excentricitate de 0,08 și o înclinație de 1,2° în raport cu ecliptica.